# Campionati mondiali di sollevamento pesi 2017 - 58 kg femminile
Le gare di sollevamento pesi della categoria fino a 58 kg femminile — pesi leggeri — dei campionati mondiali del 2017 si sono svolte dal 29 al 30 novembre 2017 ad Anaheim presso l'Anaheim Convention Center Arena.

## Programma
L'orario indicato corrisponde a quello californiano (UTC–08:00)
| Data             | Orario | Evento   |
| ---------------- | ------ | -------- |
| 29 novembre 2017 | 10:55  | Gruppo B |
| 30 novembre 2017 | 19:55  | Gruppo A |

## Medagliate
Per ciascun esercizio, le prime tre classificate sono le seguenti:
| Esercizio | Oro              | Oro    | Argento          | Argento | Bronzo            | Bronzo |
| --------- | ---------------- | ------ | ---------------- | ------- | ----------------- | ------ |
| Strappo   | Sukanya Srisurat | 105 kg | Kuo Hsing-chun   | 105 kg  | Rebeka Koha       | 101 kg |
| Slancio   | Kuo Hsing-chun   | 135 kg | Mikiko Andō      | 126 kg  | Alexandra Escobar | 122 kg |
| Totale    | Kuo Hsing-chun   | 240 kg | Sukanya Srisurat | 225 kg  | Rebeka Koha       | 222 kg |

## Record
Prima di questa competizione, i record mondiali esistenti erano i seguenti:
| Record mondiale | Strappo | Bojanka Kostova | 112 kg | Houston, Stati Uniti | 23 novembre 2015 |
| Record mondiale | Slancio | Kuo Hsing-chun  | 142 kg | Taipei, Taiwan       | 21 agosto 2017   |
| Record mondiale | Totale  | Bojanka Kostova | 252 kg | Houston, Stati Uniti | 23 novembre 2015 |

## Risultati
| Pos. | Atleta                        | Gr. | Peso atleta | Strappo (kg) | Strappo (kg) | Strappo (kg) | Strappo (kg) | Slancio (kg) | Slancio (kg) | Slancio (kg) | Slancio (kg) | Totale   |
| Pos. | Atleta                        | Gr. | Peso atleta | 1            | 2            | 3            | Pos.         | 1            | 2            | 3            | Pos.         | Totale   |
| ---- | ----------------------------- | --- | ----------- | ------------ | ------------ | ------------ | ------------ | ------------ | ------------ | ------------ | ------------ | -------- |
|      | Kuo Hsing-chun (TPE)          | A   | 57.60       | 99           | 102          | 105          |              | 126          | 131          | 135          |              | 240      |
|      | Sukanya Srisurat (THA)        | A   | 56.42       | 99           | 102          | 105          |              | 117          | 120          | 124          | 6            | 225      |
|      | Rebeka Koha (LAT)             | A   | 57.55       | 94           | 98           | 101          |              | 114          | 118          | 121          | 5            | 222      |
| 4    | Mikiko Andō (JPN)             | A   | 57.87       | 93           | 93           | 95           | 7            | 123          | 126          | 130          |              | 219      |
| 5    | Alexandra Escobar (ECU)       | A   | 57.64       | 93           | 96           | 99           | 5            | 116          | 119          | 122          |              | 218      |
| 6    | Quisia Guicho (MEX)           | A   | 57.81       | 87           | 89           | 91           | 8            | 118          | 121          | 123          | 4            | 212      |
| 7    | María Lobón (COL)             | A   | 57.90       | 93           | 95           | 98           | 6            | 112          | 117          | 119          | 8            | 207      |
| 8    | Evagjelia Veli (ALB)          | A   | 56.90       | 90           | 94           | 94           | 9            | 110          | 113          | 113          | 7            | 203      |
| 9    | Tali Darsigny (CAN)           | B   | 57.76       | 84           | 87           | 87           | 11           | 103          | 107          | 109          | 10           | 196      |
| 10   | Þuríður Helgadóttir (ISL)     | B   | 57.65       | 79           | 83           | 86           | 12           | 97           | 103          | 108          | 12           | 194      |
| 11   | Jennifer Lombardo (ITA)       | B   | 55.88       | 81           | 83           | 85           | 13           | 100          | 105          | 108          | 13           | 193      |
| 12   | Katarzyna Kraska (POL)        | B   | 57.85       | 80           | 82           | 84           | 14           | 108          | 108          | 113          | 11           | 190      |
| 13   | Irina Lepșa (ROU)             | B   | 57.75       | 82           | 82           | 85           | 15           | 98           | 102          | 105          | 14           | 184      |
| 14   | Rachel Leblanc-Bazinet (CAN)  | B   | 57.43       | 76           | 76           | 78           | 17           | 98           | 101          | 101          | 15           | 176      |
| 15   | Laura Hewitt (GBR)            | B   | 57.43       | 75           | 79           | 82           | 16           | 93           | 99           | 99           | 16           | 172      |
| —    | Muattar Nabieva (UZB)         | A   | 57.05       | 90           | 94           | 97           | 4            | 113          | 113          | 115          | —            | —        |
| —    | Kim So-hwa (KOR)              | A   | 57.86       | 89           | 92           | 92           | 10           | 110          | 110          | 110          | —            | —        |
| —    | Karool Blanco (COL)           | A   | 57.77       | 93           | 93           | 93           | —            | 111          | 111          | 111          | 9            | —        |
| —    | Chinenye Silver Fedelis (NGR) | B   | ritirata    | ritirata     | ritirata     | ritirata     | ritirata     | ritirata     | ritirata     | ritirata     | ritirata     | ritirata |